# Tiszaug-Tiszahídfő megállóhely
Tiszaug-Tiszahídfő megállóhely egy Bács-Kiskun vármegyei vasúti megállóhely, Tiszaug településen, a MÁV üzemeltetésében. A község belterületétől északnyugatra található, külterületen, nevéhez híven a tiszaugi vasúti Tisza-híd bal parti hídfőjétől nem messze, a 44-es főút mellett.

## Vasútvonalak
A megállóhelyet az alábbi vasútvonalak érintik:
- Kiskunfélegyháza–Kunszentmárton-vasútvonal

## Kapcsolódó állomások
A megállóhelyhez az alábbi állomások vannak a legközelebb:
- Lakitelek vasútállomás
- Tiszaug megállóhely

## Forgalom
| Járat        | Útvonal | Gyakoriság   |
| ------------ | --- | ------------ |
| személyvonat | Kiskunfélegyháza – Petőfiváros – Kismindszenti út – Borsihalom – Tiszaalpár alsó – Tiszaalpár – Tiszaalpár felső – Tőserdő – Árpádszállás – Lakitelek – Tiszaug-Tiszahídfő – Tiszaug – Tiszasas – Csépa – Szelevény – Kunszentmárton – Nagytőke – Szentes | Napi 2-3 pár |